# Magyar Rózsa
Magyar Rózsa (Pécel, 1986) énekesnő.

## Pályafutása
Első lemeze 2010-ben jelent meg. Repertoárját magyar népdalok, népdal ihletésű saját dalok, operettslágerek alkotják. Elmondása szerint zenei stílusa kialakulására nagyszülei és a gyermekkorában vidéki rokonoknál töltött időszak voltak nagy hatással.
Zenei tagozatos általános iskolát végzett, később zenekarok vokalistája lett. 2009-ben lépett fel először szólóénekesként 2010. április 7-én megjelent első albuma Édesanyám címmel, melyen ismert dalok mellett már új szerzemények is szerepeltek. Második lemeze, a Tiszta szívvel 2012-ben jelent meg. Az Echo TV Slágerfesztivál Magyar Rózsával műsorát vezette 2011 júniusától, majd a Muzsika TV-n 2012 szilveszterén indította Kívánságpercek című, naponta jelentkező műsorát. Színpadi ruhái a hagyományos magyar viseleteket idézik.
Két gyermeke van.